# Shorally
Shorally (azerbajdzjanska: Şorəlli) är en ort i Azerbajdzjan.   Den ligger i distriktet Bərdə Rayonu, i den centrala delen av landet, 230 km väster om huvudstaden Baku. Shorally ligger 65 meter över havet och antalet invånare är 931.
Terrängen runt Shorally är platt. Runt Shorally är det ganska tätbefolkat, med 129 invånare per kvadratkilometer.. Närmaste större samhälle är Barda, 4,2 km söder om Shorally.
Runt Shorally är det i huvudsak tätbebyggt.